# Leucemie linfoblastiche
Le leucemie linfatiche sono un gruppo di tumori rari in cui si ha la proliferzione di blasti della linea linfoide.
Si classificano in:
- Leucemia linfoblastica acuta
- Leucemia linfatica cronica

A loro volta sono classificate in numerosissimi sottogruppi.
Sono il tipo di leucemia meno curabile dove sono stati fatti meno progressi in ambito scientifico.